# Ger van Mourik

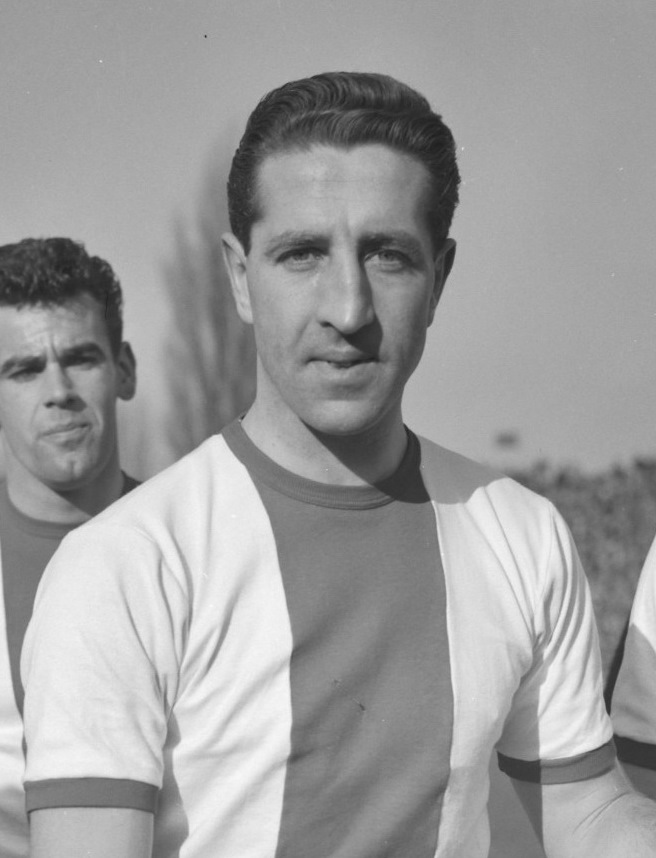
Ger van Mourik

Gerrit „Ger“ van Mourik (* 4. August 1931 in Amsterdam; † 19. Januar 2017) war ein niederländischer Fußballspieler. Mit dem AFC Ajax aus seiner Heimatstadt, dem er angehörte, seit er zwölf Jahre alt gewesen war, wurde der Abwehrspieler zweimal (1957 und 1960) niederländischer Meister und  1961 Pokalsieger.
Van Mourik wechselte mit zwölf Jahren von ASVK zum AFC Ajax. Von 1950 bis 1963 spielte er in der ersten Mannschaft und war acht Jahre lang Mannschaftskapitän des Teams. Insgesamt absolvierte er 277 Spiele für Ajax, in denen er ein Tor erzielte. Sechsmal trat er im Europapokal der Landesmeister an, sein Debüt in dem europäischen Wettbewerb war im Spiel beim SC Wismut Karl-Marx-Stadt am 20. November 1957. Zweimal spielte er mit Ajax auch im Europapokal der Pokalsieger und gewann mit dem Verein den International Football Cup 1961/62, dabei stand er in allen Spielen außer dem Finale in der Startelf. 2013 wurde er für 70-jährige Mitgliedschaft im Verein geehrt.
Nach seiner aktiven Zeit war van Mourik als Trainer bei Amateurvereinen tätig, unter anderem bei der Amsterdamer ASV DWV, mit der er 1976 Meister der höchsten Amateurspielklasse wurde und 1978 den KNVB-Pokal für Amateure gewann.
Ger van Mourik starb 85-jährig am 19. Januar 2017.

## Nachweise
1. ↑  Oud-Ajacied Ger van Mourik (85) overleden, Nachruf bei der NOS
2. ↑  Ger van Mourik bei voetbalstats.nl
3. ↑  Ajax 1961-1962: Eerste internationale prijs voor Ajax, bei sport.infonu.nl/voetbal/178093-ajax-1961-1962-eerste-internationale-prijs-voor-ajax.html (Link vom Spamfilter verhindert)
4. ↑  Ger van Mourik: 70 jaar Ajax-lid, Video auf der Homepage des AFC Ajax
5. ↑  Oud Ajacied Ger van Mourik overleden, Nachruf bei Ajaxfanzone.nl

| Personendaten    | Personendaten                   |
| ---------------- | ------------------------------- |
| NAME             | Mourik, Ger van                 |
| ALTERNATIVNAMEN  | Mourik, Gerrit van              |
| KURZBESCHREIBUNG | niederländischer Fußballspieler |
| GEBURTSDATUM     | 4. August 1931                  |
| GEBURTSORT       | Amsterdam                       |
| STERBEDATUM      | 19. Januar 2017                 |